# Conférence de Moscou (1944)

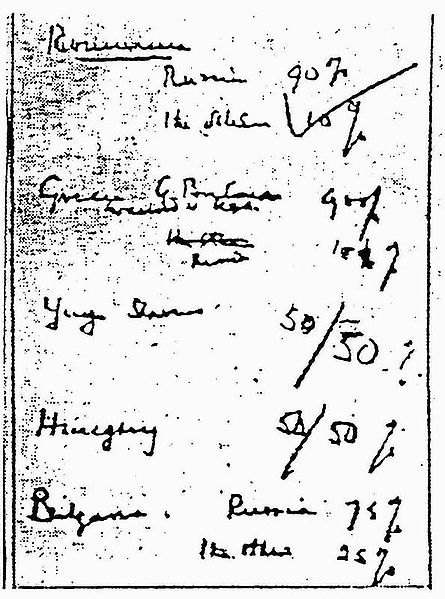
Accord de pourcentages contresigné par Churchill et Staline à Moscou le 9 octobre 1944.

La conférence interalliée de la Seconde Guerre mondiale qui s'est déroulée du 9 au 19 octobre 1944 est la quatrième à s'être tenue à Moscou. Comme toutes ces conférences, elle porte un nom de code, en l'occurrence « Tolstoï ». Certaines sources britanniques l'identifient comme la deuxième conférence de Moscou puisque c'est la deuxième fois que Churchill et Staline se rencontrèrent à Moscou après leur conférence de 1942.

## Présents
L'Union soviétique était représentée par Joseph Staline et Vyacheslav Molotov, son ministre des affaires étrangères ; le Royaume-Uni par Winston Churchill ; Anthony Eden, son ministre des Affaires étrangères ; et le maréchal Sir Alan Brooke. Les États-Unis avaient envoyé comme observateurs Averell Harriman, l'ambassadeur en URSS, et le général John Russell Deane, chef de la mission militaire à Moscou. Également présentes étaient les délégations du gouvernement polonais en exil et du gouvernement polonais provisoire (communiste),.

## Sujet des discussions
Les discussions portaient sur l'entrée en guerre de l'URSS contre le Japon et sur l'avenir de la Pologne et des Balkans. Cette conférence faisait suite à l'échec de l'offensive britannique en Égée (désapprouvée par les États-Unis), qui avait mis fin aux espoirs de Churchill de débarquer un jour dans les Balkans pour y établir ou rétablir des régimes libéraux-démocratiques pro-occidentaux. Cet échec obligea les Britanniques, dès 1943 à la conférence de Téhéran, à renoncer à toute prétention sur l'Europe de l'Est, mais Churchill espérait obtenir de Staline en échange la garantie de conserver la Grèce dans la zone d'influence britannique, en dépit de sa puissante résistance communiste. Pour obtenir cela, les Britanniques durent faire des compromis en acceptant le principe d'un partage de l'Europe en zones d'influence entre les Alliés occidentaux et l'URSS et du retour forcé de tous les citoyens soviétiques capturés ou enrôlés par l'armée allemande bien que le code militaire soviétique assimilait à une trahison le fait de s'être rendu ou d'avoir été capturé par l'ennemi et que les « coupables » étaient envoyés au goulag,.

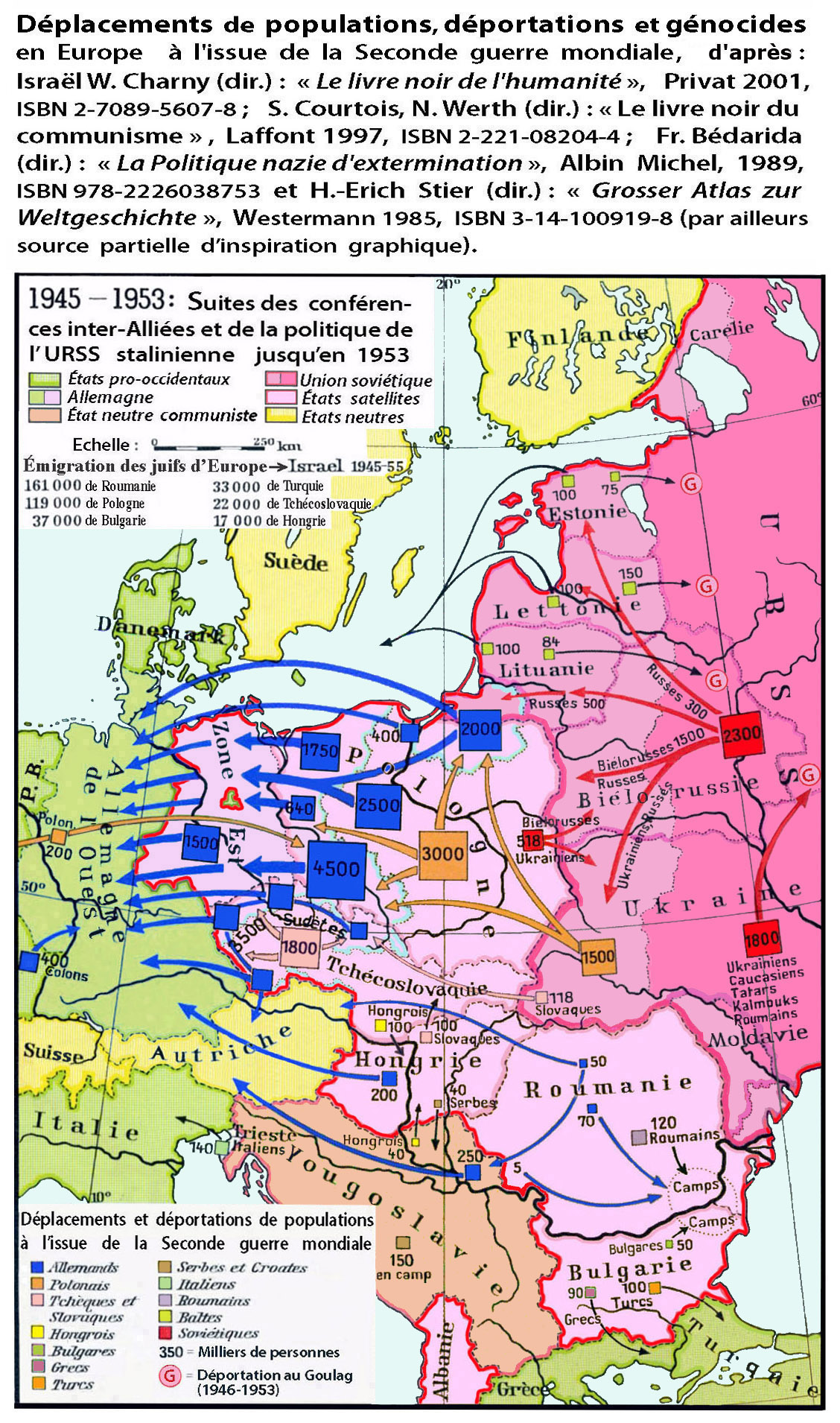
Conséquences territoriales et démographiques des changements actés en Europe orientale par les conférences inter-alliées de Moscou (1944), Yalta et Potsdam (1945).

Le partage de l'Europe en zones d'influence préfigure le « partage du monde » qui sera officialisé après la conférence de Yalta et sera à l'origine de la guerre froide. Contresigné par Churchill et Staline, cet accord prévoit les « taux d'influence » suivants, respectivement pour les Alliés occidentaux et pour l'URSS : 
- Hongrie et Yougoslavie : 50-50 %,
- Roumanie : 10 % - 90 %,
- Bulgarie: 25 % - 75 % et
- Grèce : 90 % - 10 %,

Malgré le poids respectif des non-communistes et des communistes dans les mouvements de résistance et les opinions. Par exemple, les communistes étaient très minoritaires en Roumanie et Bulgarie, mais majoritaires en Grèce à la tête du principal mouvement de résistance; ce qui sera à l'origine de la guerre civile grecque entre la résistance grecque à majorité communiste et la volonté britannique de maintenir la Grèce dans la sphère d'influence occidentale, afin de garder le contrôle de la Méditerranée,.